# Замок Євле (Швеція)

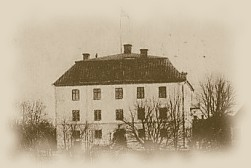
Замок Євле на початку ХХ століття.

Замок Євле (швед. Gävle slott) — замок, розташований на південному березі річки Гавлеоне на Замковій площі міста Євле (Єстрікланд). Нині вона є резиденцією губернатора лена Євлеборг.

## Історія
У 1583 — 1593 король Юган III розпочав будівництво «церкви-фортеці»: будинок замку, де церква займала центральне місце. Замок мав зовсім інший вигляд, ніж зараз. Як і інші замки династії Ваза він володів вежами зі шпилями і пишно прикрашеними щипцями. Архітектором замку був придворний майстер Віллем Бой, а будівництво було завершене у 1597. У 1600 в замку влаштувався губернатор Абрагам Браге зі своєю родиною. Після кількох років запустіння замок був реконструйований у 1650-х і 1660-х, і будівля стала резиденцією губернатора лену.
1726 місцеві жителі просили короля Швеції перетворити замок на церкву, але напередодні Великодня 1727 в замку спалахнула пожежа. Замкова церква лежала у руїнах, а верхній поверх замку був повністю зруйнований. Замок довелося залишити на кілька років, перш ніж у 1741 було вирішено відремонтувати його та відновити як резиденцію губернатора лену. Відповідальним за цей проект був призначений архітектор Карл Горлеман. Після завершення всіх робіт замок Євле отримав зовнішній вигляд, який здебільшого зберігся до сьогодення. В 1754 перший губернатор, Аксель Йоган Ґріпенг'єльм, зміг переїхати туди.
Усередині стін замку, в південно-східному кутку, розташовувалася в'язниця. Вона, мабуть, спочатку була продовольчим складом, але у XVII столітті вона почала відігравати нову для себе функцію місця ув'язнення. Вона також згоріла під час пожежі у замку у 1727, але була відновлена у 1732. Нині там розташований Шведський тюремний музей.